# Erik Selvig
Erik Selvig es un personaje ficticio que aparece en el universo cinematográfico de Marvel interpretado por Stellan Skarsgård.  Aparece en las películas Thor (2011), Los Vengadores (2012), Thor: The Dark World (2013), Avengers: Age of Ultron (2015) y en Thor: Love and Thunder (2022). como un astrofísico que se involucra con el asgardiano Thor  y la organización gubernamental SHIELD. Para vincular estas apariciones, el personaje aparece en varios cómics relacionados con el MCU. El personaje también aparece en otros medios, incluidos cómics que no pertenecen al MCU publicados por Marvel Comics. También fue el protagonista principal de la novela en prosa relacionada de 2018 The Cosmic Quest Volume Two: Aftermath.

## Concepto y creación
En octubre de 2009, Stellan Skarsgård se unió al elenco de Thor,  escrita por Ashley Edward Miller, Zack Stentz y Don Payne;  Skarsgård firmó un contrato de cinco películas con Marvel.  Su personaje Erik Selvig aparece en la escena poscréditos al final de Thor, que fue dirigida por el director de Los Vengadores, Joss Whedon. Esto preparó el papel de Selvig en esa película.  Después de aparecer también en Thor: The Dark World y Avengers: Age of Ultron, Skarsgård señaló en febrero de 2015 que tenía una película más de Marvel en su contrato, que no aparecería en Thor: Ragnarok y que posiblemente podría aparecer en otra película de Los Vengadores.  Aunque su personaje en realidad no apareció físicamente en Avengers: Endgame, su imagen se muestra como una de las víctimas que fueron asesinadas por Thanos con sus acciones en Avengers: Infinity War.

## Características del personaje

### Largometraje
En Thor, Selvig es profesor de Jane Foster que fue la hija de un antiguo compañero suyo, y Darcy Lewis. Enseña astrofísica teórica en la Universidad de Culver, en Virginia. Erik Selvig es un científico brillante, honesto y amigo fiel. Se involucran en un encuentro entre Thor y S.H.I.E.L.D., lo que lleva a su empleo por éste para estudiar el Teseracto -se acepta el trabajo debido a la influencia de Loki-.
En Los Vengadores, Loki utiliza el Tesseract para viajar a la Tierra, y coloca a Selvig bajo el control de la Gema de la Mente. Selvig es finalmente liberado de este control y es capaz de ayudar a detener la invasión de la Tierra de Loki, pero queda cerca de volverse loco por su experiencia.
El doctor Selvig también tuvo su participación en Thor: The Dark World como el profesor astrofísico de Jane Foster, en esta, se vuelve algo loco tras haber sido controlado mentalmente por Loki durante los eventos previos a la "Batalla de Nueva York" de Los Vengadores.
En Avengers: Age of Ultron, parece haber recuperado su cordura. Después de la derrota de Ultron, Selvig comienza a trabajar para los Vengadores. Aunque no aparece físicamente en Avengers: Infinity War, se revela que el fue una de las víctimas por el chasquido de Thanos y en Avengers: Endgame, fue resucitado por Bruce Banner cinco años después.
En Thor: Love and Thunder, Selvig aparece en forma de videollamada para hablar con Jane Foster, lamentando su cáncer. También aparece como imagen en Spider-Man: lejos de casa y mencionado en Ms. Marvel.

### Hecho en cómics
Selvig aparece en el cómic del UCM The Avengers Prelude: Fury's Big Week y Thor: The Dark World Prelude en la misma capacidad que lo hace en las películas.

## Otras apariencias
- El Dr. Selvig aparece como un personaje jugable en el videojuego de 2016, Lego Marvel Vengadores.
- Durante la historia de Avengers: Standoff! de 2016, que se publicó en los cómics publicados por Marvel Comics, la versión Tierra-616 del Dr. Erik Selvig hizo su debut. Es un médico danés y agente de Hydra encubierto dentro de S.H.I.E.L.D. que se encuentra en la comunidad cerrada de Pleasant Hill.[2] Él y el Barón Helmut Zemo son teletransportados a los Himalayas por Kobik.[3] Más tarde se revela que Selvig se convirtió a Hydra por Kobik, y más tarde se sacrifica en un intento por protegerla de Steve Rogers.
- Erik Selvig fue el personaje principal de la novela de 2018 The Cosmic Quest Volume Two: Aftermath, que tiene lugar después de los eventos de Avengers: Infinity War.[4][5][6] En la novela, Selvig sobrevive al Blip, aunque en Avengers: Endgame se reveló que fue exterminado por este.